# Первая битва за Бенгази
Первая битва за Бенгази — сражение в самом начале гражданской войны в Ливии 2011 года между военными, выступающими на стороне лидера Джамахирии Муаммара Каддафи и его противниками, которое происходило в Бенгази, а также некоторых других городах восточной Ливии (Киренаики) — (Аль-Байда и Дерна). В самом Бенгази основные боевые действия происходили возле полицейских участков, а также подконтрольной правительству катибы.

## Начало боевых действий
Боевые действия в Бенгази начались 17 февраля, после двухдневных протестов в городе. Батальон спецподразделений накануне открыл огонь по протестующим, вследствие чего погибло 14 человек. Во время похорон погибших на следующий день, одна из похоронных процессий проходила в месте расположения катибы. По некоторым данным, проходящие стали кидать камни в сторону катибы, чем спровоцировали солдат, по другим данным, солдаты первыми открыли огонь на поражение. В результате инцидента ещё 24 человека погибло, что вызвало массовые протесты, а также возмущение у горожан. Позже сообщалось о расправе толпы над двумя полицейскими, якобы участвовавшими в расстреле процессии. Протесты же постепенно, как сообщается, переросли в революцию, а к протестующим присоединялось всё большее количество сторонников. В течение следующих двух дней протесты с революционными лозунгами захлестнули весь город, а протестующие захватили телерадиостанцию Бенгази. На сторону оппозиционеров стали переходить отдельные полицейские и военные подразделения.
Ещё за два дня до этого, 16 февраля, как сообщалось, «исламистские боевики», при помощи бежавшего полковника, штурмовали военный склад в городе Дерна и захватили 250 единиц оружия и 70 единиц военного транспорта. Во время атаки 4 человека погибло и 16 было ранено.
18 февраля, как сообщается, в Аль-Байда, по некоторым данным, подразделения полиции и военные стали переходить на сторону повстанцев. В самом Бенгази к вечеру 18 февраля под контролем лояльных Каддафи войск в городе оставалась только катиба.
По данным некоторых СМИ, для подавления протестов и наведения порядка в Бенгази, в город 18-19 февраля было направлено 325 наёмников из других африканских стран. Это вызвало крайнее возмущение у многих жителей города, впоследствии СМИ и очевидцы сообщали об отдельных случаях расправ горожан над наёмниками. Так, в Аль-Байда, как сообщается, мятежники казнили 50 африканских наёмников. Тела некоторых из них были сняты на видео.
19 февраля мимо катибы проходила ещё одна похоронная процессия, по которой тоже был открыт огонь солдатами батальона спецназначения.
В этот же день оппозиционеры использовали бульдозеры для сноса стены чтоб проникнуть на территорию катиб, периодически отступая под плотным огнём. Толпа смогла проникнуть на территорию одной из военных баз вблизи Бенгази, где солдаты сдались, а повстанцы завладели тремя танками. Впоследствии эти танки использовались для сноса стен катибы.
Сообщается также, что один из жителей Бенгази — Мехди Мухаммед Зиу — начинил свою машину самодельной бомбой, направив её в ворота катибы. Сам он погиб, однако через несколько часов протестующие смогли прорваться на территорию базы.

## Взятие Бенгази повстанцами
20 февраля утром бои продолжались в отдельных районах Бенгази. К этому времени ещё 30 человек погибло в течение суток. Однако к протестующим подошли подкрепления из Аль-Байда и Дерны. Во время решающей атаки на катибу погибло ещё 42 человека. Днём министр внутренних дел Ливии, генерал Абдул Фатах Юнис, возглавивший бригаду «Удар молнии», прибыл в Бенгази. Войска его подразделения, базировавшиеся в окрестностях города, вооружённые зенитными орудиями, заняли позиции по разные стороны от катибы. Тогда стало известно, что Юнис также перешёл на сторону революции, при этом гарантируя беспрепятственный выезд лояльных Каддафи войск из катибы. Однако, по некоторым данным, при этом отступившие убили ряд солдат собственного подразделения, отказывавшихся открывать огонь по повстанцам.

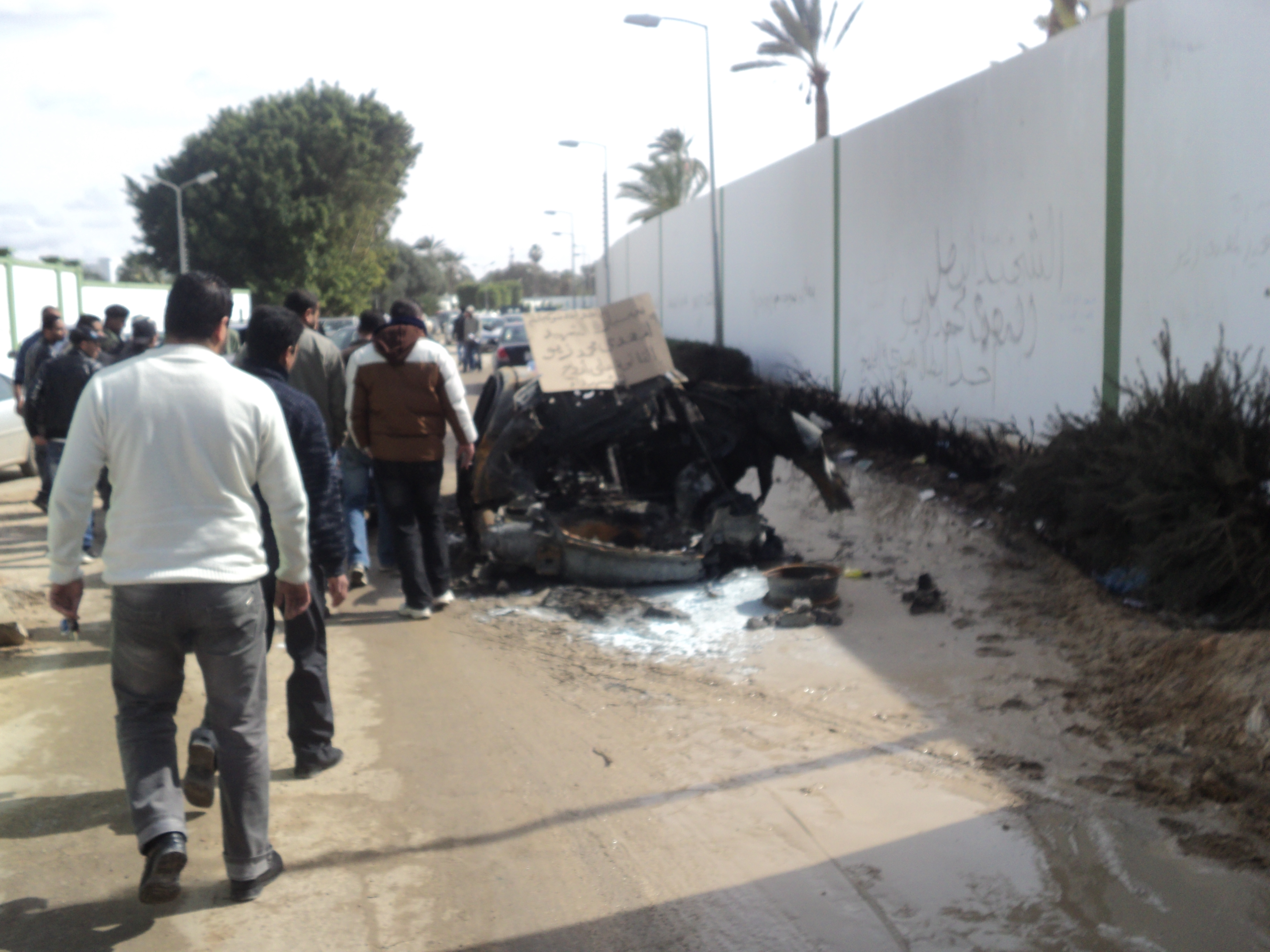
Демонстранты внутри казарм батальона Фадиль, Бенгази
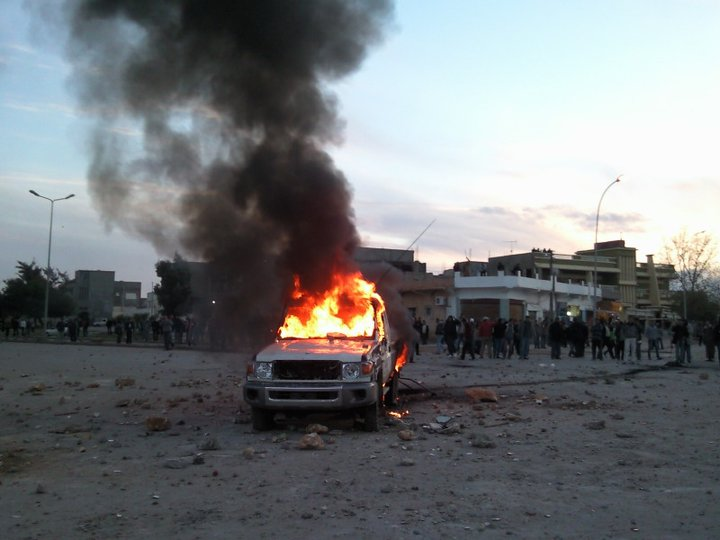
Первые столкновения демонстрантов и сторонников правительства, на переднем плане горящая полицейская  машина, 16 февраля 2011
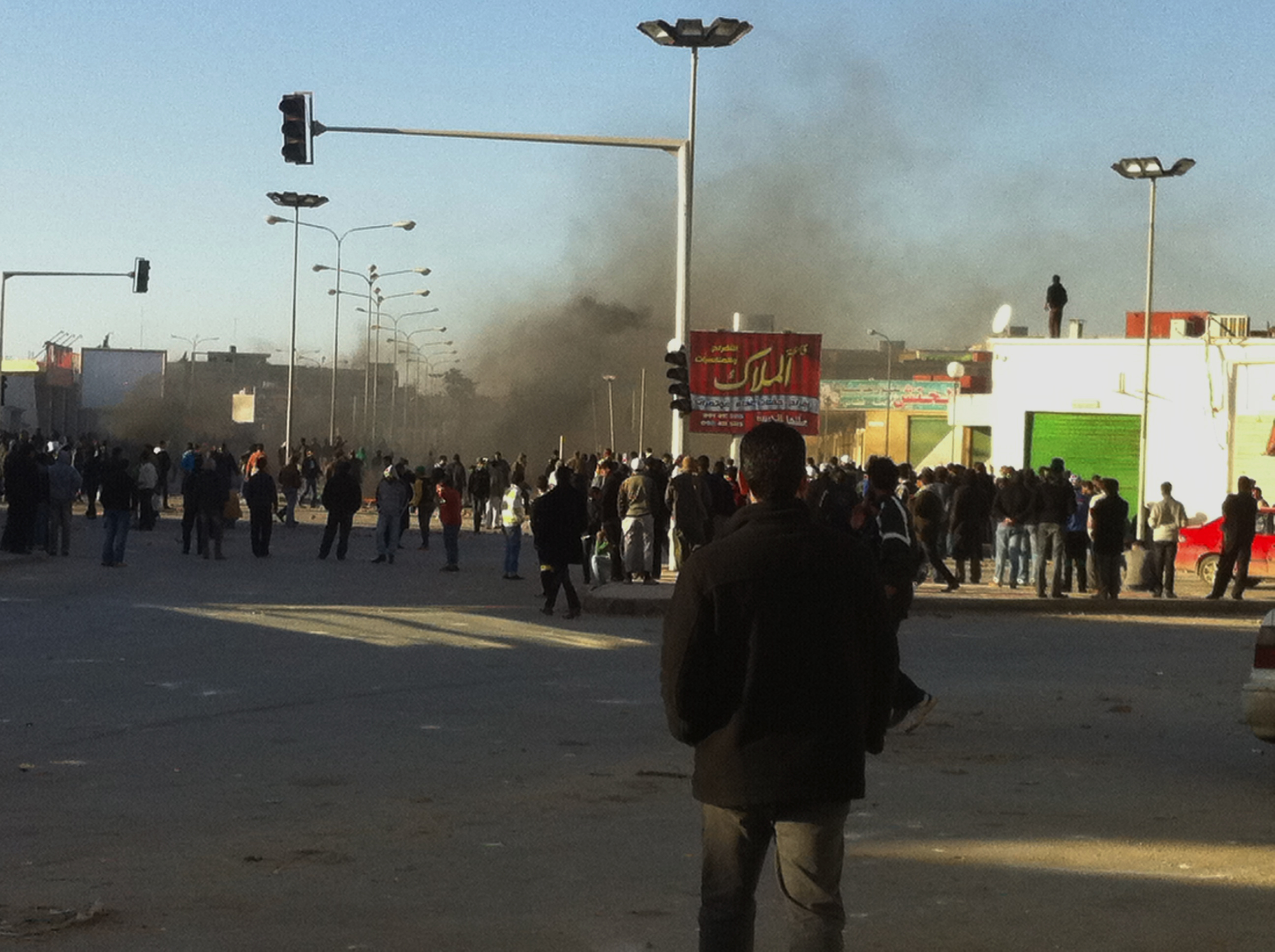
Уличные бои между оппозционерами и сторонниками Каддафи, 17 февраля 2011
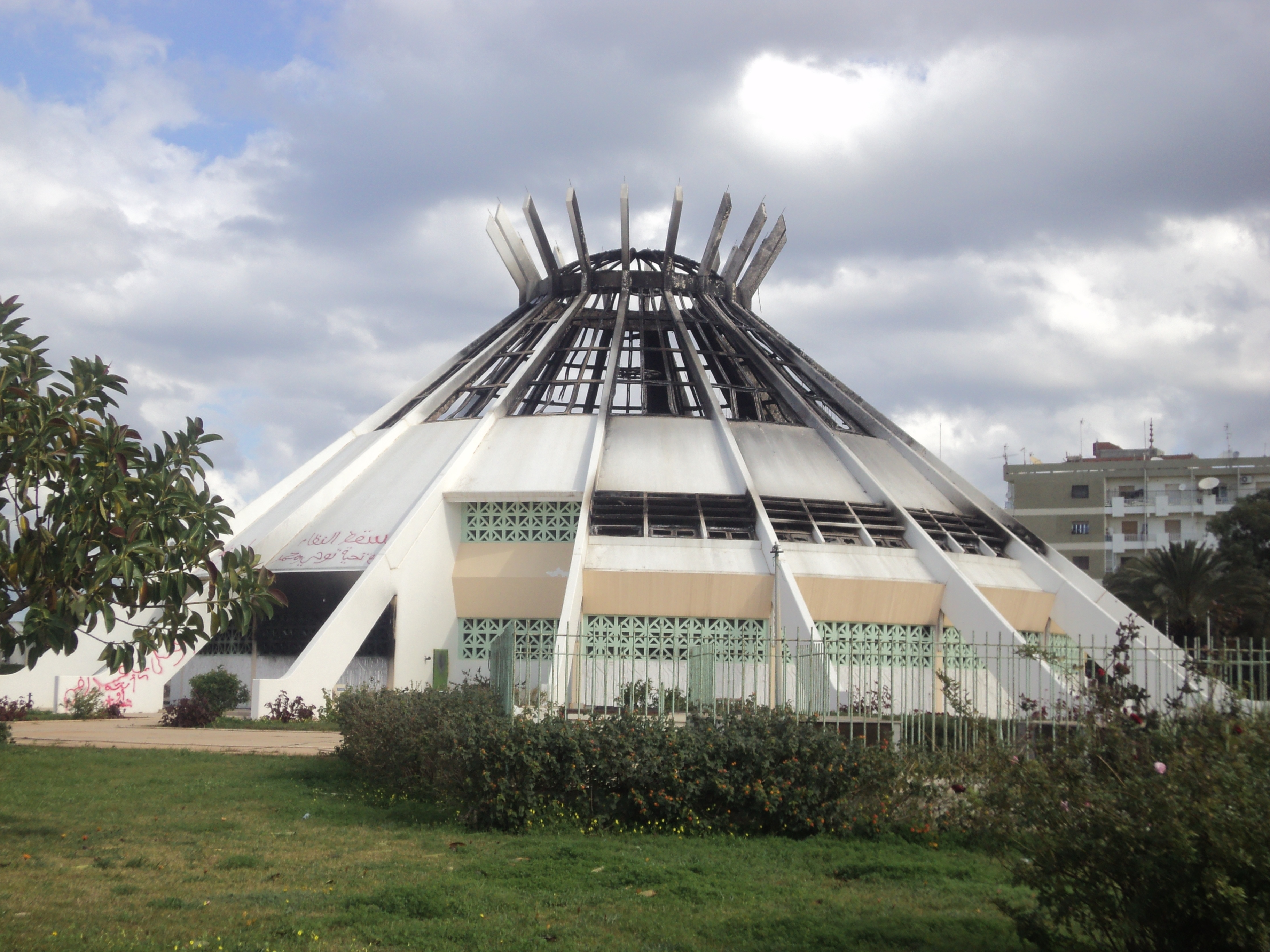
Правительственное здание в Бенгази, сгоревшее в результате боев.

## Потери
По разным данным от 110 до 257 оппозиционеров было убито в Бенгази во время битвы. В Аль-Байда было убито 63, а в Дерне — 29 человек. Сообщается, что 130 солдат войск Каддафи, отказавшихся стрелять по протестующими, были убиты своими товарищами. Общее число погибших в боях в Бенгази, Дерне и Аль-Байда оценивается 332—479 человек. Ещё 1932 человека было ранено. Из солдат, оставшихся верными Каддафи, были убиты 111 человек. Из 325 наёмников, направленных на восток для подавления акций протеста, сообщается о 50 захваченных и убитых повстанцами, и как минимум о 236 взятых в плен. Судьба остальных неизвестна.